# جون صموئيل بيترز
جون صموئيل بيترز (بالإنجليزية: John Samuel Peters)‏ هو سياسي أمريكي، ولد في 21 سبتمبر 1772 في هيبرون في الولايات المتحدة، وتوفي بنفس المكان في 30 مارس 1858. حزبياً، نشط في الحزب الوطني الجمهوري ‏. وقد انتخب عضو مجلس نواب كونيتيكت وانتخب حاكم كونيتيكت ‏.